# 博達克瓦
50°18′0″N 33°25′30″E / 50.30000°N 33.42500°E
博達克瓦（烏克蘭語：Бодаква），是烏克蘭中部的村莊，隸屬波爾塔瓦州的米爾霍羅德區。該村分別距離赫魯皮1.5公里和森恰4公里，始建於1649年，面積0.49平方公里，2001年人口1,152。